# إلهام عبد البديع
إلهام عبد البديع (1 اكتوبر 1990 -)، ممثلة مصرية.
حصلت على درجة البكالوريوس في مجال النظم والمعلومات من أكاديمية القاهرة، بالإضافة إلى إعداد الماجستير في مجال إدارة الأعمال. شاركت في عدة أعمال في الدراما التليفزيونية، منها: (باب الخلق، آدم وجميلة، لعبة الموت، المرافعة، مكان في القصر). كما شاركت في أفلام (نظرية عمتي، عمر وسلمى 3، يوم مالوش لازمة، أهواك.

## أعمالها

### أفلام
- كازانوفا: 2019 _ شرين [3][4]
- أهواك:2015 - بسنت حمزة [5]
- يوم مالوش لازمة:2015 - مى صديقة مها
- نظرية عمتي:2013 - رضا [6]
- الحرامي والعبيط:2013
- عمر وسلمى 3: 2012

### مسلسلات
|  | | | |
|  | سكن البنات :2020 - أهو ده اللى صار 2019 -هندية - طاقة القدر:2017- نادية - الزيبق:2017- خديجة - أهل التكية:2017 - ولاد تسعة:2017- بسمة - طاقة القدر:2017- نادية - يونس ولد فضة:2016- قمر - سمرا:2016 - سرايا عابدين (ج2):2015- أمينة | - سلسال الدم (ج2):2015 - أريد رجلا (ج1، 2):2015 - حق ميت:2015- عبير - ذهاب وعودة:2015- فاطمة - أنا وبابا وماما (ج2):2015 - مكان في القصر:2014- يارا - المرافعة:2014 | - أنا وبابا وماما:2014- هالة محمود المنياوي - آدم وجميلة:2013- دينا أخت أدم - لعبة الموت:2013 - عروسة ياهوو:2012- هالة - ربع مشكل اكسترا سبايسي:2012 - باب الخلق:2012- شيرين - قصة حب:2010 - خديجة |